# Mimbridge
Mimbridge – wieś w Anglii, w hrabstwie Surrey, w dystrykcie Woking. Leży 37 km na południowy zachód od centrum Londynu.